# Hyper Police
Hyper Police (яп. はいぱーぽりす хайпа:-порису, «Гиперполи́ция») — манга, созданная мангакой Минору Татикава под псевдонимом МИ (MEE), и 25-серийный аниме-сериал, выпущенный в 1997 году, которые рассказывают о приключениях команды охотников за наградой в городе будущего Синдзюку, где вместе живут люди и фантастические существа — демоны и монстры.

## Сюжет
Будущее. В результате вселенской катастрофы миры людей, зверей, богов и демонов объединились. И теперь все они живут в одном мире, на бывшей Земле…
Синдзюку — город зверолюдей. Среди них есть много добропорядочных граждан, но есть и преступники. Для того чтобы предавать их суду, было создано частное детективное агентство «Гиперполиция», сотрудники которого, зверолюди, зарабатывают деньги, ловя преступников, за головы которых назначена награда.
Сасахара Нацуки — девушка-кошка, сотрудница «Гиперполиции», наделенная магическим даром вызывать молнии. Она мечтает стать настоящим «охотником за головами», таким же, как и её старший коллега — человек-волк Батанэн Фудзиока…

## Авторский состав
- Режиссёр: Такахиро Омори
- Композитор: Кэндзи Каваи
- Оригинальная идея: Минору Татикава
- Дизайн персонажей: Кэндзи Гото
- Художники: Акира Нагасаки, Юдзи Икэда

Студии:

- Kadokawa Shoten
- Marubeni
- Nippon Columbia
- Sotsu Agency
- Studio Pierrot
- TV Tokyo